# Doğa Karakaş
Doğa Karakaş (* 2002 in Istanbul) ist ein türkischer Schauspieler.

## Leben und Karriere
Karakaş wurde 2002 in Istanbul geboren. Er studierte an der Tiyatro Teras. Sein Debüt gab er 2012 in der Fernsehserie Böyle Bitmesin. Anschließend trat er in dem Film 4N1K auf. 2019 war er in einer Folge in Çukur zu sehen. Außerdem spielte Karakaş 2021 in der Serie Yalancı mit. Unter anderem wurde er 2023 für die Serie Dönence gecastet. Im selben Jahr bekam er in dem Film Yurt die Hauptrolle.

## Filmografie
Filme
- 2017: 4N1K
- 2023: Yurt

Serien
- 2012: Böyle Bitmesin
- 2019: Çukur
- 2021: Yalancı
- 2023: Dönence
- 2024: Kötü Kan